# Championnat d'Israël de football 1994-1995
Navigation
Championnat d'Israël 1993-1994 Championnat d'Israël 1995-1996
Le Championnat d'Israël de football 1994-1995 est la 43e édition de ce championnat.

## Classement[1]
| Rang | Équipe                     | Pts | J  | G  | N  | P  | Bp | Bc | Diff |
| ---- | -------------------------- | --- | -- | -- | -- | -- | -- | -- | ---- |
| 1    | Maccabi Tel-Aviv           | 63  | 30 | 19 | 6  | 5  | 59 | 27 | +32  |
| 2    | Maccabi Haïfa              | 58  | 30 | 17 | 7  | 6  | 68 | 34 | +34  |
| 3    | Hapoël Beer-Sheva          | 50  | 30 | 14 | 8  | 8  | 54 | 39 | +15  |
| 4    | Hapoël Tel-Aviv            | 45  | 30 | 10 | 15 | 5  | 40 | 32 | +8   |
| 5    | Hapoël Petah-Tikvah        | 44  | 30 | 12 | 8  | 10 | 42 | 36 | +6   |
| 6    | Betar Jérusalem            | 44  | 30 | 12 | 8  | 10 | 42 | 36 | +6   |
| 7    | Hapoël Tsafirim Holon      | 44  | 30 | 13 | 5  | 12 | 56 | 56 | 0    |
| 8    | Maccabi Petah-Tikvah       | 35  | 30 | 7  | 14 | 9  | 40 | 41 | -1   |
| 9    | Hapoël Ironi Rishon LeZion | 34  | 30 | 7  | 13 | 10 | 39 | 44 | -5   |
| 10   | Bnei Yehoudah              | 34  | 30 | 8  | 10 | 12 | 43 | 49 | -6   |
| 11   | Beitar Tel-Aviv            | 34  | 30 | 10 | 4  | 16 | 43 | 60 | -17  |
| 12   | Hapoël Beit She'an         | 34  | 30 | 8  | 10 | 12 | 30 | 50 | -20  |
| 13   | Hapoël Haïfa               | 33  | 30 | 8  | 9  | 13 | 45 | 51 | -6   |
| 14   | Maccabi Herzliya           | 33  | 30 | 8  | 9  | 13 | 30 | 49 | -19  |
| 15   | MS Ashdod                  | 32  | 30 | 7  | 11 | 12 | 42 | 52 | -10  |
| 16   | Maccabi Netanya            | 30  | 30 | 7  | 9  | 14 | 33 | 50 | -17  |

|  | Champion |
|  | Relégué  |

## Bilan de la saison
| Tableau d'Honneur                |                  |
| Compétition                      | Vainqueur        |
| Championnat d'Israël de football | Maccabi Tel-Aviv |
| Coupe d'Israël de football       | Maccabi Haïfa    |

| Promotions et relégations |                                 |
| Relégués en Liga Leumit   | MS Ashdod Maccabi Netanya       |
| Promus en Ligat ha'Al     | Maccabi Jaffa Hapoël Kfar Sabah |